# Танагра амазонійська
Тана́гра амазонійська (Trichothraupis melanops) — вид горобцеподібних птахів родини саякових (Thraupidae). Мешкає в Південній Америці. Це єдиний представник монотипового роду Амазонійська танагра (Trichothraupis).

## Опис

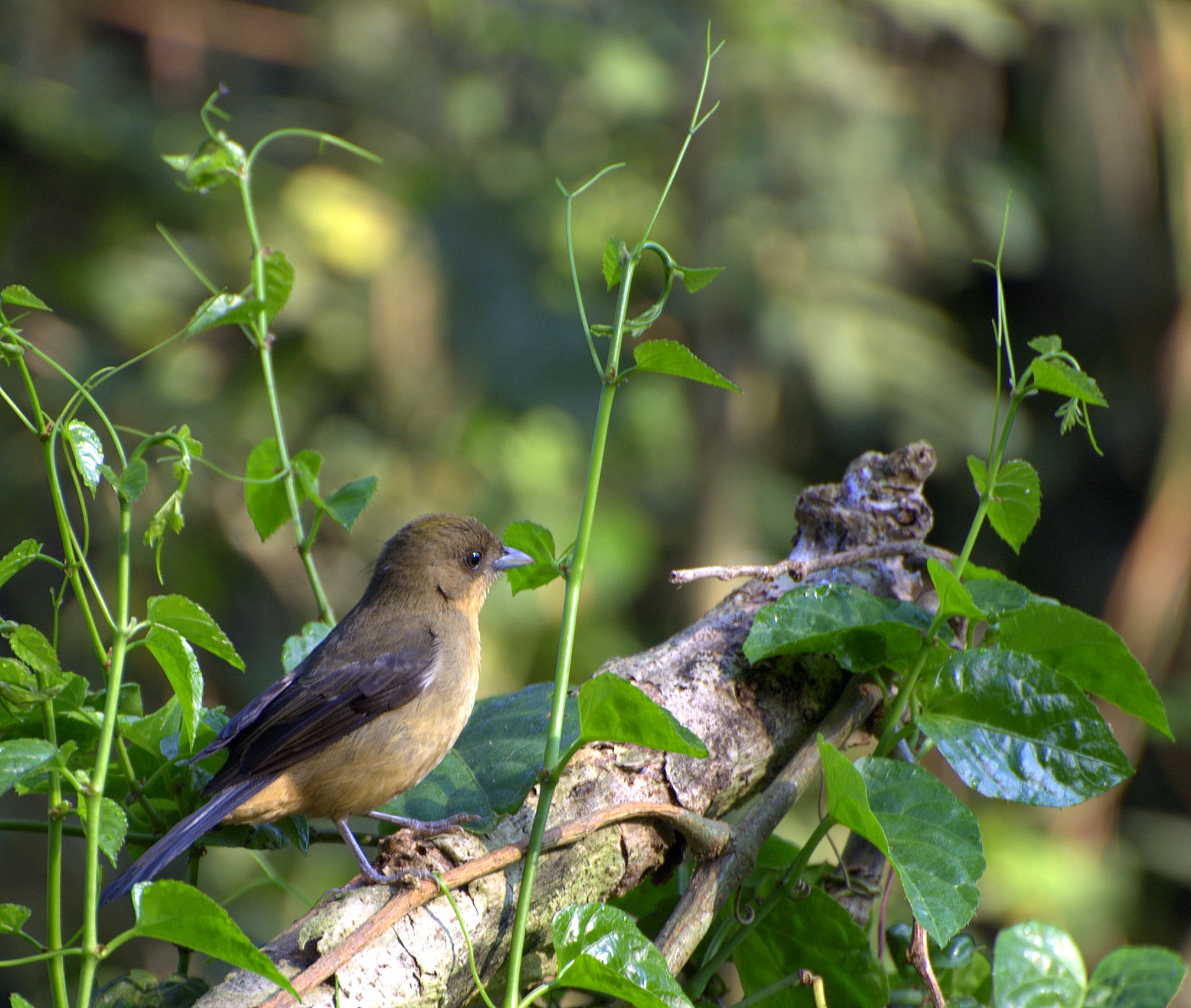
Амазонійська танагра

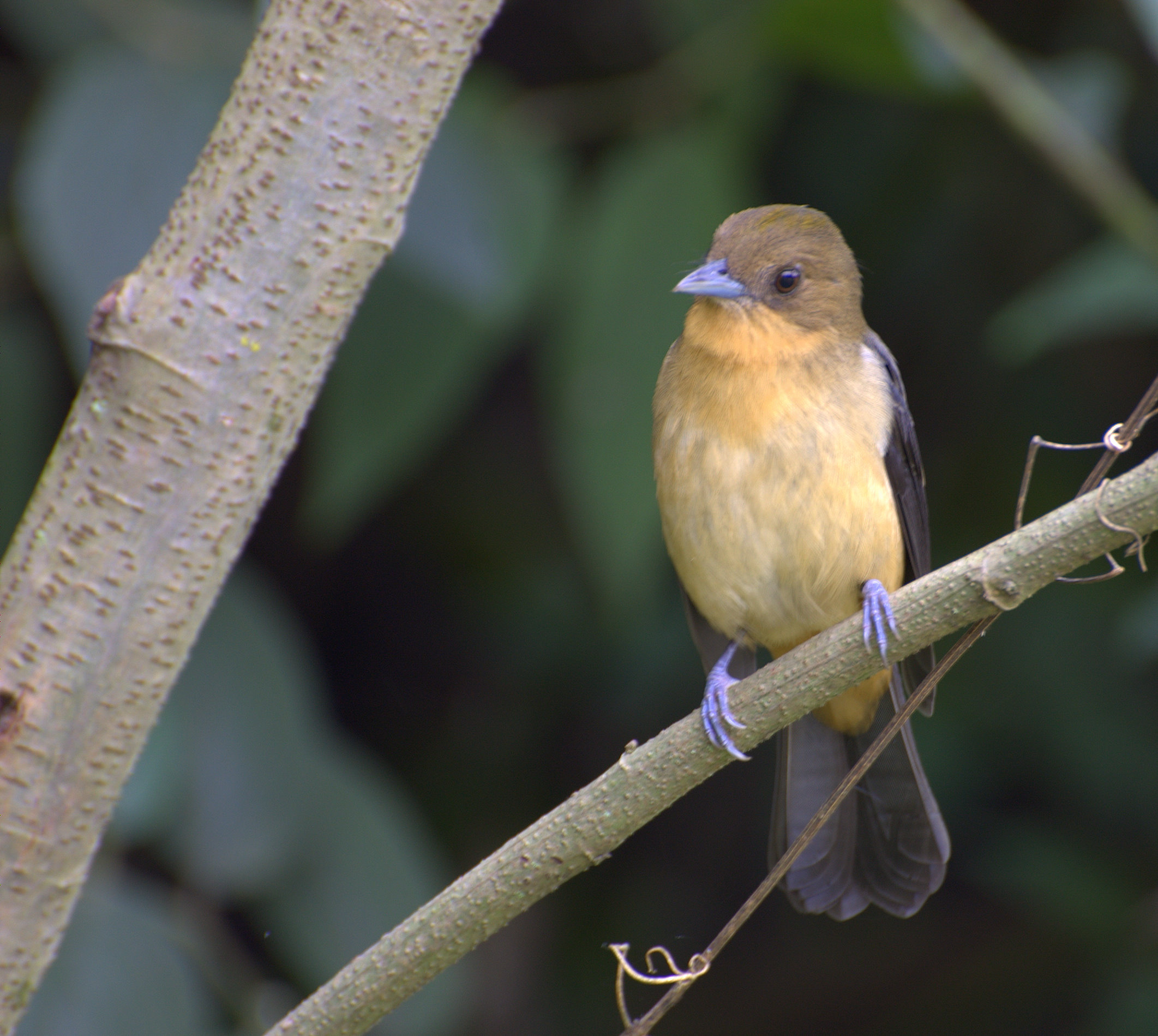
Амазонійська танагра

Довжина птаха становить 16,5 см. Голова і спина оливково-коричневі, крила і хвіст чорні, на крилах білі "дзеркальця". помітні в польоті. Нижня частина тіла охриста. У самців на тімені є жовта пляма, на обличчі чорна "маска". У самиць вони відсутні, їх забарвлення загалом більш тьмяне. Очі червонувато-карі, дзьоб сизий, лапи сіруваті.

## Поширення і екологія
Амазонійські танагри мешкають на сході і півдні Бразилії (на південь від Баїї), на сході Парагваю і північному сході Аргентини (на південь до північного Ентре-Ріоса і східного Чако), можливо, також в Уругваї. Розрізнені популяції також мешкають на східних схилах Анд в Перу (на південь від Сан-Мартіна), Болівії і північно-західній Аргентині (на південь до Сальти). Амазонійські танагри живуть в підліску вологих і сухих тропічних лісів, в галерейних лісах і вторинних заростях. Зустрічаються парами або невеликими зграйками, на висоті від 500 до 2400 м над рівнем моря, переважно на висоті до 1700 м над рівнем моря. Часто приєднуються до змішаних зграй птахів, іноді разом з мавпами Sapajus apella і Alouatta guariba clamitans. Живляться плодами і комахами. Слідкують за кочовими мурахами, виступаючи в якості спостерігачів.